# Pissoir an der Hildesheimer Straße

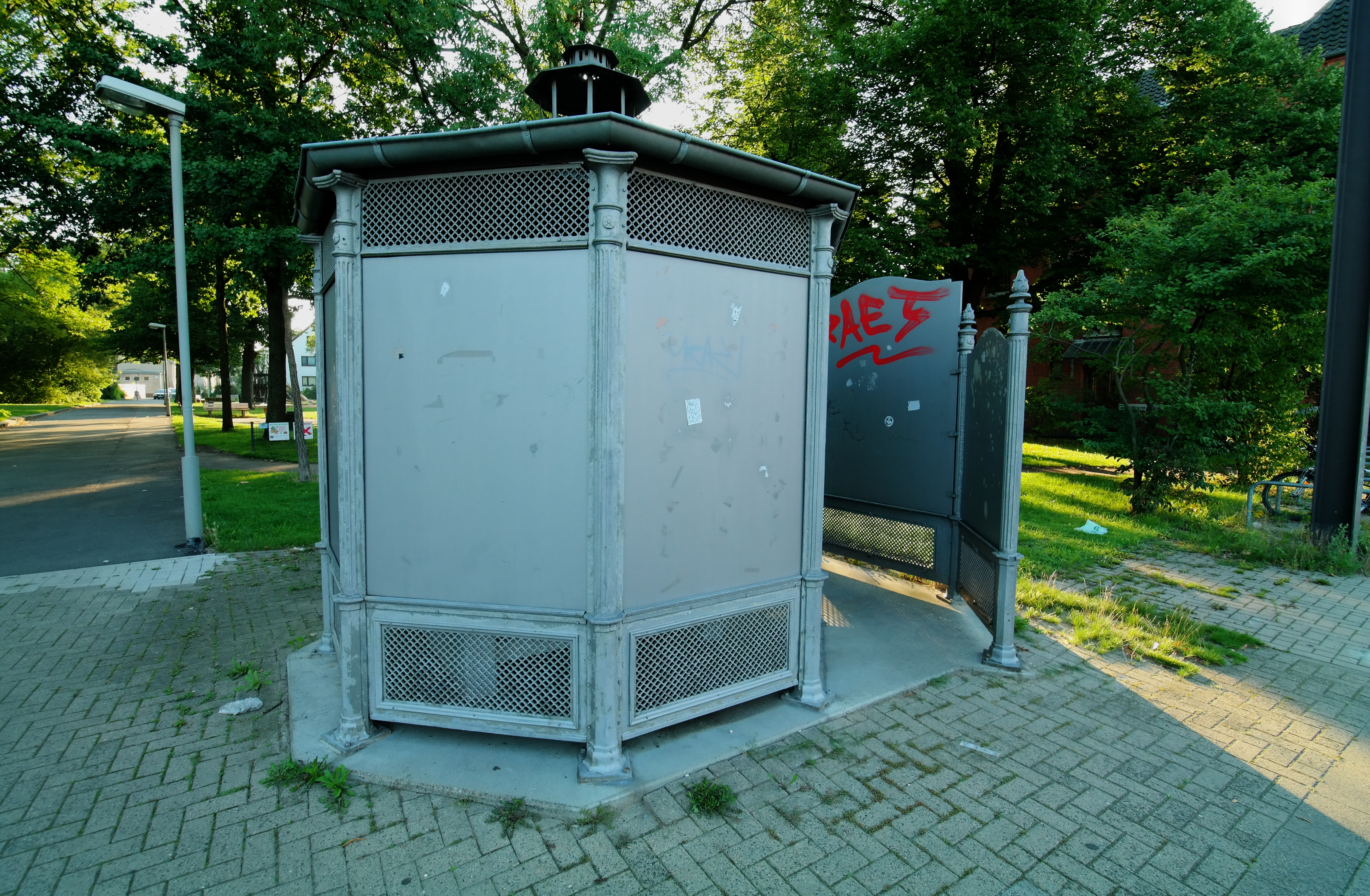
Pissoir an der Hildesheimer Straße

Das Pissoir an der Hildesheimer Straße ist eine öffentliche Herrentoilette in Hannover, die im Stadtteil Wülfel an der Hildesheimer Straße 367 steht.

## Beschreibung und Geschichte
Bei der Bedürfnisanstalt handelt es sich um einen achteckigen Pavillon aus genieteten und zum Teil gelochten Blechplatten, die zwischen kannelierten Säulen aus Gusseisen montiert sind. Vor dem Eingang besteht eine dreiteilige Schamwand in ähnlicher Bauweise. Nach oben abgeschlossen ist das Pissoir von einem flachen Zeltdach mit einem laternenartigen Aufsatz zur Entlüftung. Ein baugleiches Toilettenhäuschen ist das Pissoir auf dem Conrad-Wilhelm-Hase-Platz im hannoverschen Stadtteil Nordstadt. Es wurde um 1900 am Bahnhof Hannover-Hainholz an der Schulenburger Landstraße aufgestellt und 2002 an den heutigen Standort neben der Christuskirche transloziert. Beide Bauten stehen unter Denkmalschutz. Im Aufbau ähnelt der Typ des Toilettenhäuschens dem in Berlin aufgestellten „Café Achteck“, das bereits 1878 entworfen wurde.
Laut dem Niedersächsischen Landesamt für Denkmalpflege besteht an der Erhaltung des Bauwerks wegen des technik-, kultur- und stadtgeschichtlichen Zeugnis- und Schauwertes ein öffentliches Interesse. Es gehört in Hannover zu den ältesten erhaltenen Zeugnissen von Bedürfnisanstalten, deren Bau als Maßnahme zur Hygiene in der durch Industrialisierung sprunghaft gewachsenen Bevölkerung erforderlich war.